# Hartwig von Linstow
Hartwig Christian Wilhelm von Linstow (født 4. august 1810 på Frydenlund ved Vedbæk, død 22. oktober 1884 i Ratzeburg) var en dansk-tysk embedsmand.
Han var den ældste søn af forstmanden Wilhelm Bernhard von Linstow og dennes hustru Dorothea Margarethe Astrup. Linstows fader havde siden 1819 været kongelig jægermester i Hertugdømmet Lauenborg. Selv studerede han jura ved universiteterne i Berlin, München og Kiel. I 1833 bestod han sin juridiske eksamen ved en prøve i overretten på Gottorp Slot og blev auskultant i Hertugdømmet Lauenborgs forvaltning. Her blev Linstow udnævnt til assessor, senere regeringsråd og som sådan første assessor i det lauenborgske konsistorium.
Da Malmøkonventionen blev vedtaget i 1848, og Preussen overtog kontrollen med området, forblev Linstow i sit embede. I 1856 blev han Ridder af Dannebrog, og han var tillige Dannebrogsmand og kammerherre. Efter Preussens sejr i den 2. Slesvigske Krig indgik Linstow i den delegation, som mødte kong Wilhelm I ved grænsen som ny regent. Linstow efterfulgte Ludwig Ferdinand Graf von Kielmannsegg som regeringspræsident, og han blev også udnævnt til konsistorialpræsident. Kejserriget Østrig besatte da hertugdømmet ifølge fredstraktaten, men efter sejren over Østrig i 1866, blev hertugdømmet regeret i personalunion med Preussen. Da Kreis Herzogtum Lauenburg i 1876 blev endegyldigt indlemmet i Preussen, blev statens konsistorium opløst, og Linstow tog sin afsked.
Linstow ægtede den 17. maj 1839 Caroline Prahl-Carstens (født 13. juli 1812, død 18. februar 1855). Parret havde en søn.